# ゼーリゲリア (小惑星)
ゼーリゲリア (892 Seeligeria) は小惑星帯にある小惑星。マックス・ヴォルフがハイデルベルクのケーニッヒシュトゥール天文台で発見した。
ドイツの天文学者、フーゴ・フォン・ゼーリガーに因んで名付けられた。
2007年8月に東京都内で掩蔽が観測された。